# ふさおとめ
ふさおとめは、イネの品種の一つ。

## 概要
千葉県農業試験場で1990年に父:越南146号（後のハナエチゼン）、母:東北143号（後のひとめぼれ）の組合せで交配した。育種年限を短縮するため、交配の翌年にバイオテクノロジーの葯培養法を行う。その結果得られた倍加個体から得た穂を穂別系統選抜し、1992年に有望な1系統に「佐系葯97号」の系統名が付与された。1993年に生産力検定及び各種特性検定の結果を総合し地方系統名「千葉6号」が付与された。1995年には水稲奨励品種決定基本調査、及び現地調査を行った結果、品種として有望と認められたため、同年12月に種苗法に基づく品種登録申請を行い、1997年3月に奨励品種に採用された。
1996年8月に名称の公募を行い、27850点の応募の中から1997年1月に、房総半島の『ふさ』に乙女を組み合わせて「ふさおとめ」と命名された。1998年に初出荷。
冷害に強く、いわゆる早場米であるとともに、食味評価Aを得るなど、隠れた名産米である。2016年現在、外食・中食向けの業務用米として多用されている。大阪堂島商品取引所のうち、業務用米が取引される「東京コメ」市場にて2015年から指標銘柄のひとつとなっている。

## 交配品種
ふさおとめを交配親とした品種には以下のようなものがある（品種名が定められたもののみ抜粋）。
- ふさこがね
- 一番星
- ふくまる
- よさ恋美人

## ふさおとめちゃん
ふさおとめのキャラクター「ふさおとめちゃん」は、赤いリボンをつけ、菜の花（千葉県の県花）の帯、赤い和服を着たおとめの姿をしている。「その萌え要素を含んだ姿や初交配」という言葉から、一部にファンがおり、関連するウェブサイトや、フィギュアを作る者も現れた。
ただ、ふさおとめの出荷範囲の関係から千葉県のローカルキャラクターに近い扱いを受けている。
原作者はイラストレーターのkeina。